# Distrito electoral de Ellis Grove (Illinois)
Ellis Grove (en inglés: Ellis Grove Precinct) es un distrito electoral ubicado en el condado de Randolph en el estado estadounidense de Illinois. En el Censo de 2010 tenía una población de 953 habitantes y una densidad poblacional de 12,79 personas por km².

## Geografía
Ellis Grove se encuentra ubicado en las coordenadas 38°0′41″N 89°53′37″O / 38.01139, -89.89361. Según la Oficina del Censo de los Estados Unidos, Ellis Grove tiene una superficie total de 74.52 km², de la cual 72.5 km² corresponden a tierra firme y (2.71%) 2.02 km² es agua.

## Demografía
Según el censo de 2010, había 953 personas residiendo en Ellis Grove. La densidad de población era de 12,79 hab./km². De los 953 habitantes, Ellis Grove estaba compuesto por el 98.22% blancos, el 0.42% eran afroamericanos, el 0.1% eran amerindios, el 0.1% eran asiáticos, el 0% eran isleños del Pacífico, el 0.21% eran de otras razas y el 0.94% pertenecían a dos o más razas. Del total de la población el 0.94% eran hispanos o latinos de cualquier raza.